# Glacier Hooker
Le glacier Hooker est un glacier de Nouvelle-Zélande mesurant 11 kilomètres de longueur.